# Odontomyia marginella
Odontomyia marginella är en tvåvingeart som beskrevs av Macquart 1850. Odontomyia marginella ingår i släktet Odontomyia och familjen vapenflugor. Inga underarter finns listade i Catalogue of Life.